# Grudza
Grudza (von 1945 bis 1947 Grodziec, deutsch: Birngrütz) ist ein Dorf in der Stadt- und Landgemeinde Mirsk im Powiat Lwówecki der Woiwodschaft Niederschlesien in Polen. Das Reihendorf mit einer Länge von ca. 1,9 km liegt im Isergebirgsvorland.

## Geschichte
Im Jahr 1345 schenkte der Schweidnitzer Herzog Heinrich I. dem Benediktinerkloster aus Liebenthal 900 Hektar Wald in Grudza. Das gesamte Dorf gehörte von 1545 bis 1810 dem Orden. Seit der Mitte des 19. Jahrhunderts hatte Grudza den Charakter eines Sommerferienortes. Nach 1945 veränderte sich der Charakter hin zu einem landwirtschaftlich geprägten Ort.

## Sehenswürdigkeiten
Unter Denkmalschutz steht die katholische Pfarrkirche St. Maria (Kościół Najświętszej Maryi Panny), eine Saalkirche aus dem 15. Jahrhundert, umgebaut im 17. und 18. Jahrhundert. Die Barockeinrichtung mit Hauptaltar, Kanzel und Orgelprospekt stammt aus dem 18. Jahrhundert.

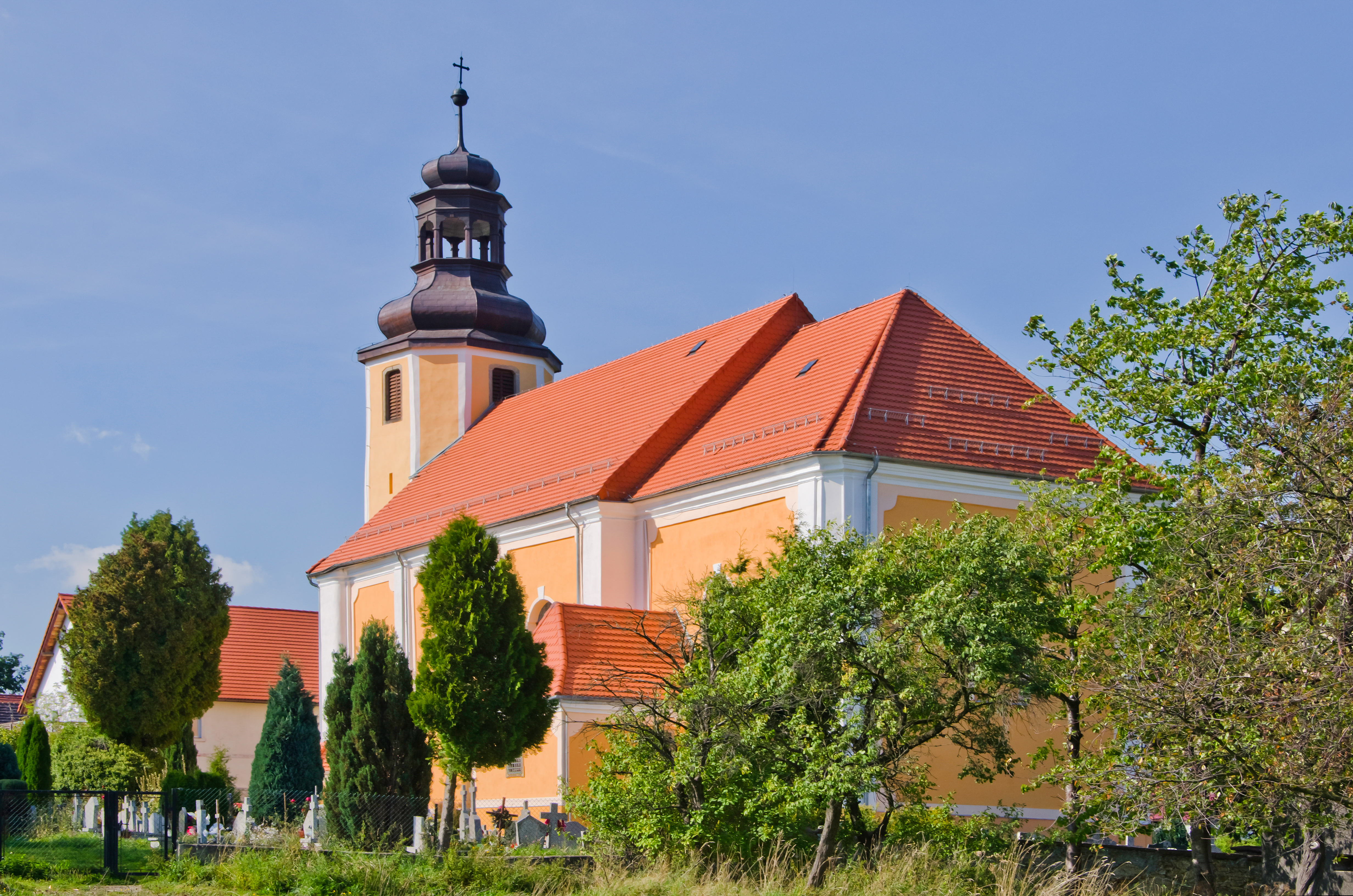
St. Maria
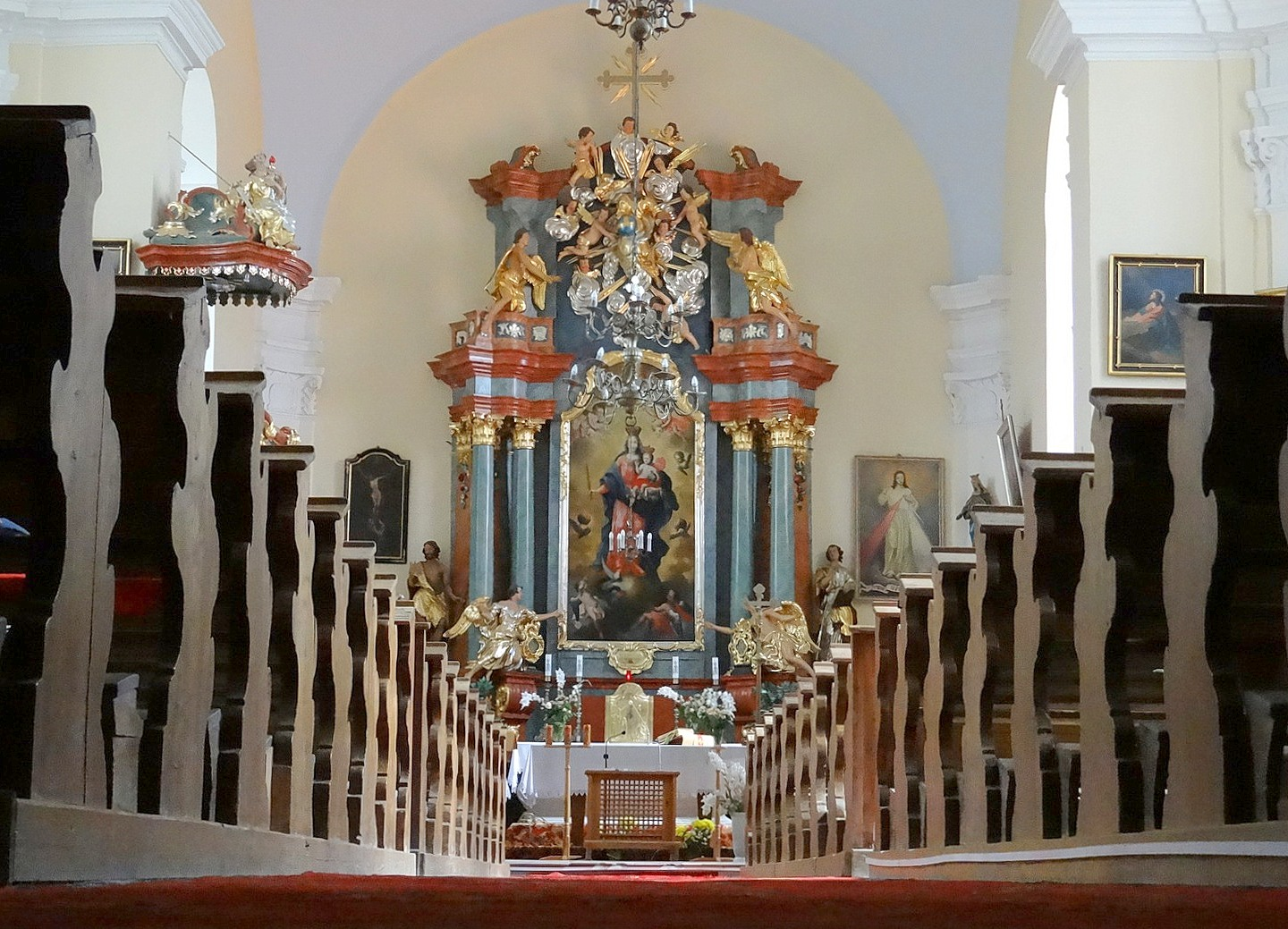
St. Maria Hauptaltar
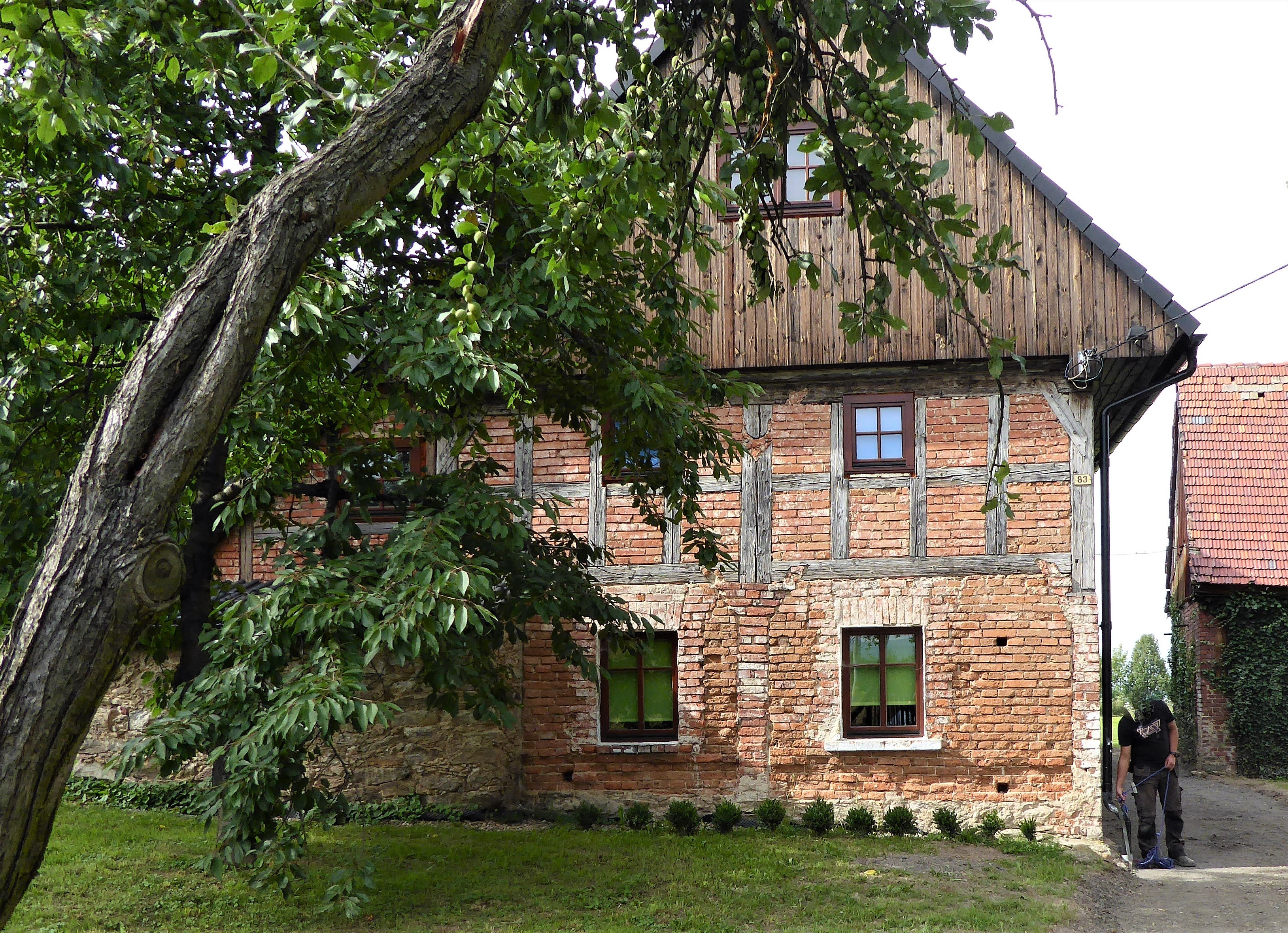
Wohnhaus
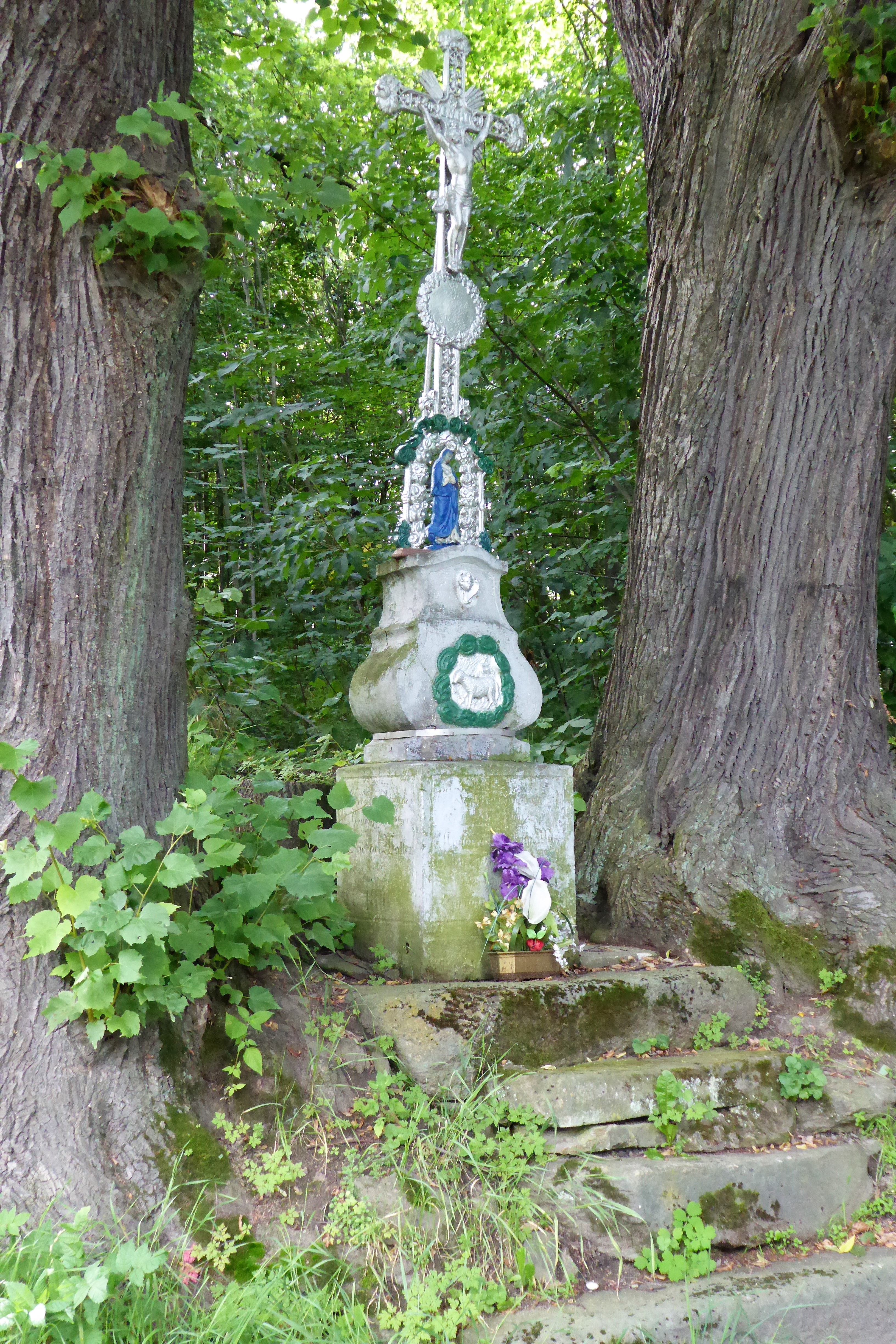
Wegkreuz